# Esbjerg Energy
Esbjerg Energy – duński klub hokeja na lodzie z siedzibą w Energy.

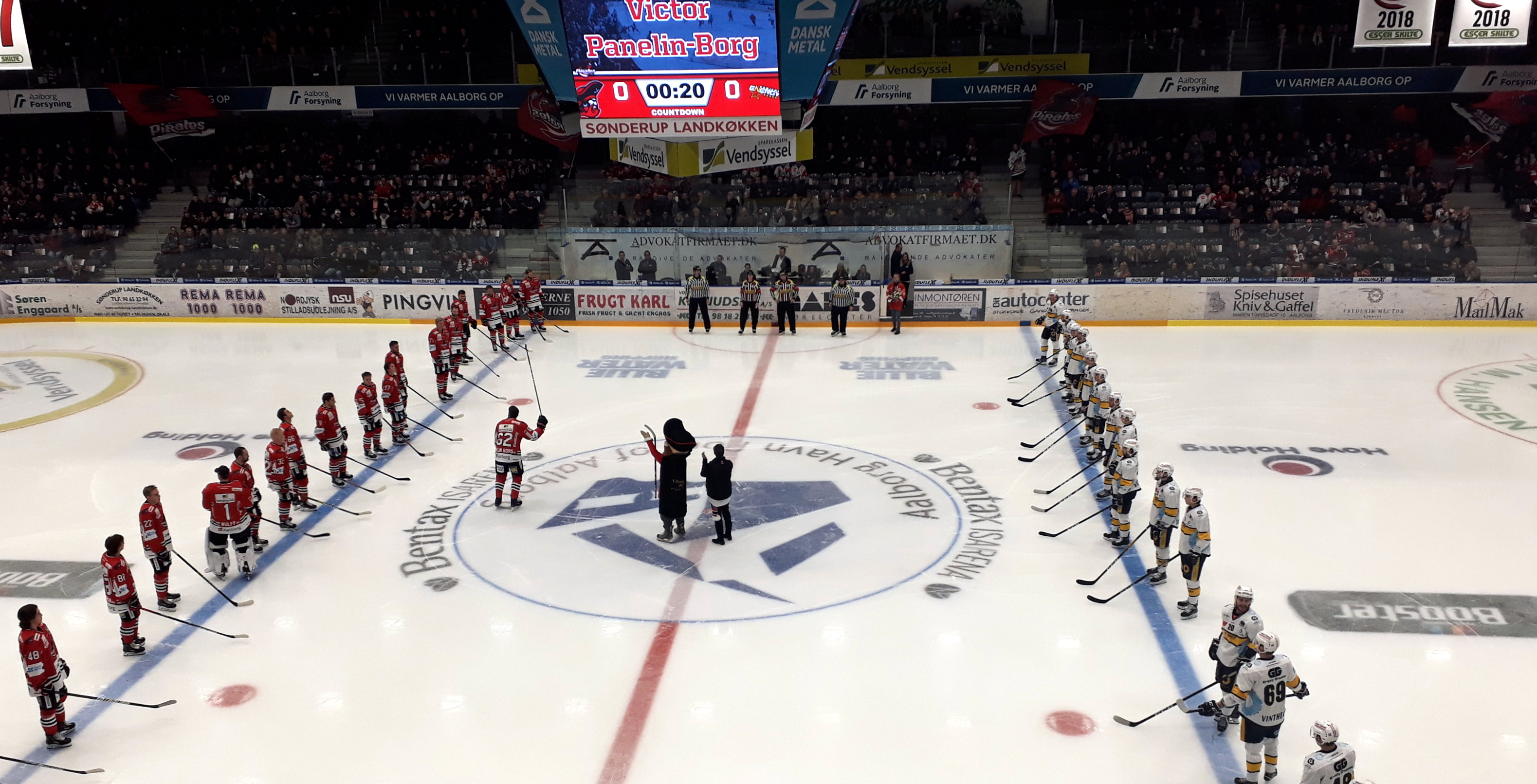
Drużyna Esbjerg (po prawej) w trakcie meczu wyjazdowego z Aalborg Pirates w 2019

## Historia klubu
Historyczne nazwy
- Esbjerg IK (1964–2004)
- Esbjerg fB Ishockey (2005–2013)
- Esbjerg Energy (2013–)

Trenerem zespołu był m.in. Szwed Tomas Jonsson (2010-2012).

## Sukcesy
- Złoty medal mistrzostw Danii: 1969, 1988, 1993, 1996 (jako Esbjerg IK), 2004 (jako Esbjerg Oilers), 2016, 2017
- Srebrny medal mistrzostw Danii: 1963, 1965, 1968, 1972, 1992, 1994, 1995, 1997, 2001 (jako Esbjerg IK), 2015
- Brązowy medal mistrzostw Danii: 1961, 1964, 1966, 1967, 1970, 1971, 1973, 1999, 2000, 2021
- Puchar Danii: 1989, 1992, 1993 (jako Esbjerg IK)
- Finał Pucharu Danii: 2021

## Zawodnicy
Zastrzeżone numery
- 14 – Oleg Starkow
- 15 – Søren Jensen
- 16 – Andreas Andreasen